# Електронні відходи

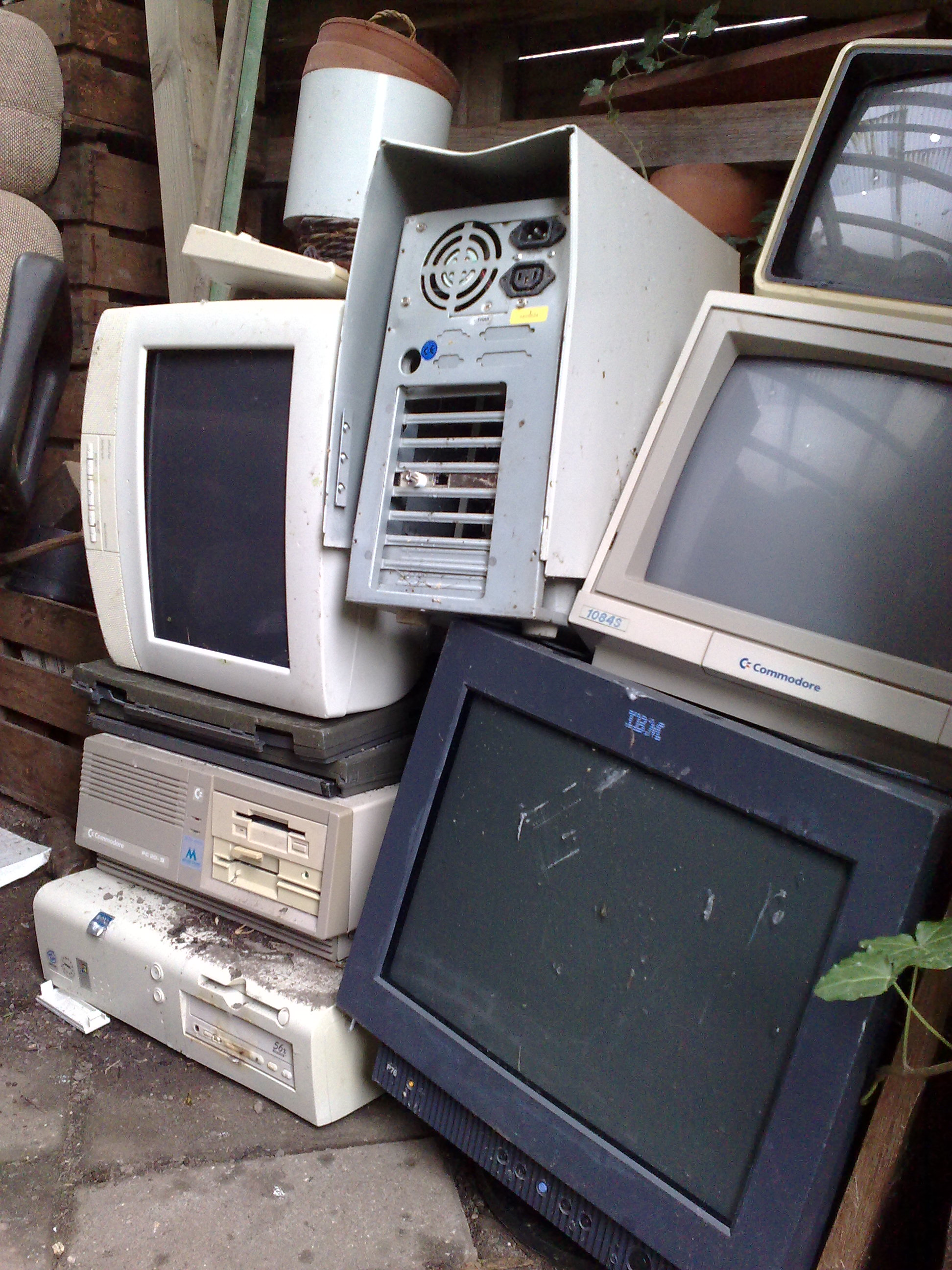
Несправне та застаріле електронне обладнання

Під поняттям електронні відходи розуміють комп'ютери, побутову електроніку, мобільні телефони та інші пристрої, які були викинуті їхніми початковими власниками. Хоча не існує загальноприйнятого визначення, в більшості випадків електронні відходи складаються з електронних пристроїв, які використовувалися для обробки даних, телекомунікації, розваг в приватних домашніх господарствах чи на підприємствах. Попри те, що в загальній класифікації присутнє слово відходи, відпрацьована електроніка є важливою категорією вторинних ресурсів у зв'язку із великою придатністю до безпосереднього повторного використання (наприклад, після оновлення комп'ютера, старі робочі частини просто викидають), ремонту та утилізації матеріалу. Переосмислення електронних відходів як ресурсу таким чином витісняє його потенційно небезпечні якості. Очікується, що об'єм такого сміття до 2021 року на планеті становитиме близько 52,2 млн тонн.

## У світі
У 1991 році у Швейцарії було створено першу систему утилізації електронних відходів. Спочатку під утилізацію підпадали тільки холодильники. Але протягом наступних років до переліку можливих елементів утилізації були поступово додані усі інші електричні й електронні пристрої. Закони, прийняті у 1998 році та у січні 2005 року дали змогу покупцям безкоштовно повертати всі відпрацьовані пристрої до точок продажу та інших пунктів збору. Загальний обсяг перероблених електронних відходів у Швейцарії перевищує десять кілограмів на душу населення в рік.
Європейський союз забезпечує аналогічну систему, описану в директиві про відходи електричного та електронного обладнання (WEEE). До кінця 2006 року, із затримкою в один або два роки для нових членів ЄС, кожна країна має переробляти щонайменше чотири кілограми електронних відходів на душу населення.
Визначення електронних відходів відповідно до директиви WEEE:
- великі побутові прилади (плити, холодильники тощо)
- дрібна побутова техніка (тостери, пилососи і т. д.)
- офіси і зв'язок (ПК, принтери, телефони, факси і т. д.)
- розважальна електроніка (телевізори, музичні центри, портативні програвачі компакт-дисків тощо)
- освітлювальне обладнання (в основному люмінесцентні лампи)
- інструменти (бурові машини, електричні газонокосарки і т. д.)
- спортивне обладнання (електронні іграшки, тренажери і т. д.)
- медичні прилади та інструменти
- обладнання для спостереження
- системи автоматичної видачі (машини видачі квитків і т. д.)

Електронні відходи складають обсяг у 49 млн тонн на всій планеті станом на 2014 р.

## Проблеми

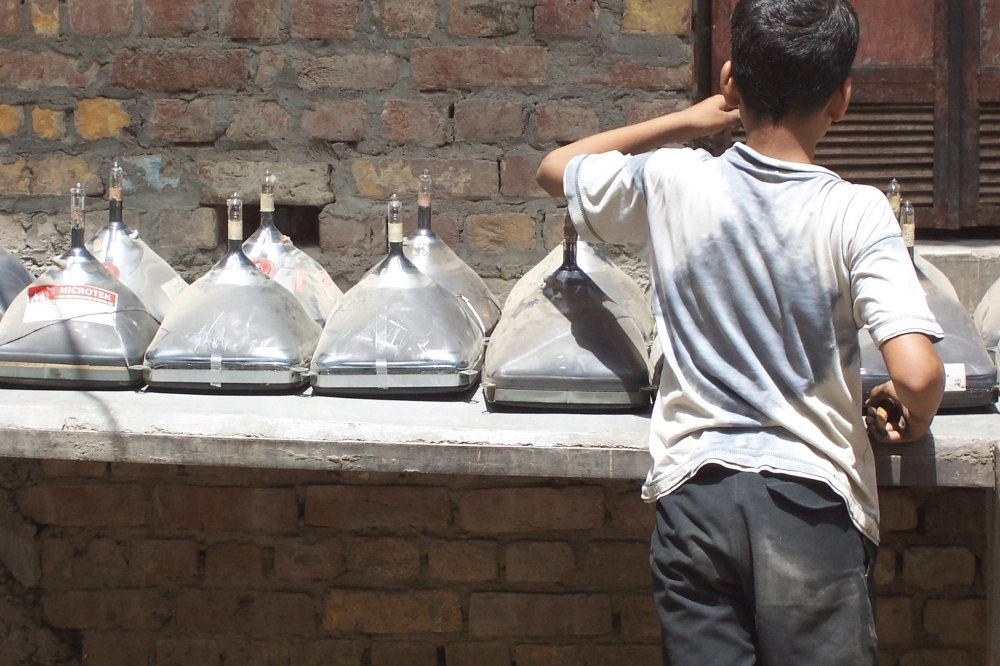
Хлопчик біля старих променевих трубок, Нью Делі

Швидкі зміни в технології, зміни в засобах звукозапису (магнітні стрічки, MP3), падіння цін, і заплановане старіння техніки призвели до швидкого зростання кількості електронних відходів в усьому світі. Дейв Кратч, генеральний директор Cash For Laptops, характеризує електронні відходи як питання, що стає все актуальнішим. Технічні рішення існують, але в більшості випадків потрібна корекція правової бази, системи збору, логістики тощо для того, щоб можна було перейти до технічного вирішення питання. Кожного року збирається близько 50 мільйонів тонн електронних відходів. Агентство охорони навколишнього середовища зазначає, що лише 15-20 % електронних відходів йде на переробку, решта з цієї електроніки надходить безпосередньо на звалища і сміттєспалювальні заводи.
Згідно із доповіддю ЮНЕП під назвою «Переробка — від електронних відходів до ресурсів», кількість електронних відходів — у тому числі мобільних телефонів і комп'ютерів — може підвищитися на цілих 500 відсотків протягом наступного десятиліття в деяких країнах, таких як Індія та Китай. Сполучені Штати є світовим лідером у кількості електронних відходів, виробляючи близько 3 млн тонн на рік. Китай уже виробляє близько 2,3 млн тонн (оцінка 2010 року) всередині країни, поступаючись тільки Сполученим Штатам. І, незважаючи на заборону на імпорт електронних відходів, Китай залишається одним з основних звалищ електронних відходів для розвинутих країн.
Електронні відходи містять не тільки небезпечні, але й цінні та рідкісні матеріали. У відходах складної електроніки можна знайти до 60 хімічних елементів. У Сполучених Штатах, за оцінками, джерелом майже 70 % всіх важких металів на звалищах є відходи з електроніки.
Хоча існує думка, що число викинутих електронних пристроїв зростає, існують значні розбіжності з приводу відносного ризику (наприклад, у порівнянні з автомобільним брухтом), і сильні розбіжності щодо доцільності скорочення торгівлі б/в електронікою для поліпшення ситуації. Згідно з однією із теорій існує думка, що посилення регулювання електронних відходів і занепокоєння із приводу екологічного збитку в розвинених країнах створює економічні перешкоди для переробки відходів до експорту. Критики торгівлі б/в електронікою стверджують, що це створює прості умови для посередників, які називають себе переробниками, експортувати не сортовані електронні відходи у країни, що розвиваються, такі як Китай, Індія та деякі частини Африки, що дозволить уникнути переробки елементів, таких як променеві трубки (переробка яких є дорогою і важкою). Країни, що розвиваються стають великими звалищами електронних відходів.
Захисники б/у торгівлі електронікою стверджують, що видобуток металів традиційним способом також зміщується в країни, що розвиваються. Звичайні способи видобутку міді, срібла, золота та інших матеріалів, що можна дістати з електроніки, вважається набагато більш екологічно небезпечними, ніж переробка цих відходів. Вони також заявляють, що ремонт і повторне використання комп'ютерів і телевізорів стало «втраченим мистецтвом» у багатих країнах, і що реконструкція зазвичай є шляхом до розвитку. Південна Корея, Тайвань і південний Китай досягли успіху у пошуку «збереженої цінності» вживаних товарів, а в деяких випадках створили галузі промисловості з оборотами у мільярди доларів з реконструкції вживаних картриджів, одноразових фотоапаратів і робочих моніторів.

## Переробка для повторного використання

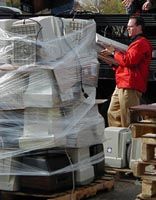
Комп'ютерні монітори перед переробкою пакують у назькі купи та ставлять на дерев'яні піддони

Сьогодні переробка електронних відходів у всіх областях розвиненого світу є швидко консолідаційним бізнесом. Частина цієї еволюції пов'язана зі збільшенням кількості електроніки, переробка якої є дуже енерговмісною. Часткове вирішення проблеми досягається за рахунок повторного використання та модернізації. Екологічні та соціальні вигоди від повторного використання включають зменшення попиту на нову продукцію і зменшення використання сировини; зменшення кількості чистої води та електроенергії для виробництва; доступність технології більш широким верствам суспільства через для більшу доступность продуктів і зниження кількості відходів на звалищах.
Аудіовізуальні компоненти, телевізори, відеомагнітофони, стерео устаткування, мобільні телефонів та інших портативні пристрої і комп'ютерні компоненти містять цінні елементи і речовини, придатні для повторного використання, у тому числі свинець, мідь і золото.
Одна з основних проблем є переробка друкованих плат з електронних відходів. Плати містять такі дорогоцінні метали як золото, срібло, платина, і такі неблагородні метали, як мідь, залізо, алюміній і т. д. Звичайним способом переробки є метод механічного подрібнення і розділення, але ефективність його низька. Ведуться дослідження над альтернативними методами, такими як кріогенне розкладання друкованих плат, але всі вони лише у стадії наукового вивчення.
У розвинутих країнах, утилізація електронних відходів зазвичай в першу чергу включає в себе демонтаж обладнання в різних частин виробу (металеві каркаси, блоки живлення, друковані плати, пластмаса), часто вручну. Типовим прикладом є електронний завод з переробки відходів NADIN у місті Нові-Іськир, Болгарія, що є найбільшим об'єктом такого роду у Східній Європі. Перевагами цього процесу є здатність людини легко визначати і зберігати робочі та придатні до ремонту частини, в тому числі чипи, транзистори, оперативну пам'ять тощо. Недоліком є те, що праця є найдешевшою в країнах з найнижчими санітарно-гігієнічними нормами.
Альтернативним методом є подрібнення, коли матеріал передається для подрібнення у простий механічний сепаратор з механізмами екранування та гранулювання для поділи на металеві та пластикові чистини, які потім надходять на переплавку або заводи переробки пластмаси. Такі машини переробки повністю закриті і у них діє система збору пилу. Деякі з викидів ловляться щітками та захисними екранами. Магнітні екрани, екрани вихрових струмів і барабанні екрани використовуються для відокремлення скла, пластику, чорних і кольорових металів, які потім подаються на переробні заводи. Свинцеве скло з електронних променевих трубок повторно використовується в автомобільних акумуляторах та боєприпасах, або продаються ливарним заводами як флюси при обробці сирої руди свинцю. Мідь, золото, паладій, срібло і олово також продаються на заводи для переробки. Небезпечні для здоров'я дим і гази захоплюються і частково нейтралізуються для пом'якшення екологічної загрози. Ці методи дозволяють безпечну утилізацію майже всіх цінних матеріалів комп'ютера.
Повторне використання є альтернативою для переробки, оскільки воно розширює термін служби пристрою. Пристрої як і раніше потрібно зрештою утилізувати, але, дозволивши покупку б/у електроніки, переробку можна значно відкласти.